# Дикий тутовый шелкопряд
Дикий тутовый шелкопряд (лат. Bombyx mandarina) — бабочка из семейства Настоящие шелкопряды. Ближайший родственный вид, а возможно, и исходная форма одомашненного тутового шелкопряда (Bombyx mori).

## Описание
Размах крыльев 27-37 мм. Фон передних крыльев светло-коричневый, иногда со слабо выраженным рисунком из темных поперечных полос и линий, которые образуют более тёмные внешнюю и внутреннюю перевязи и хорошо выраженную подкраевую линию. Обычно выражено дискальное пятно.
Передние крылья с выемкой на внешнем крае за вершиной. У выемки внешнего края находится резко выделяющееся на фоне крыла лунчатое пятно темно-коричневого цвета.
Задние крылья тёмно-коричневые, задний край узко затемнен, с проходящими двумя светлыми линиями. 
На нижней стороне крыльев рисунок представлен внешними перевязями, лунчатыми пятнами на передних крыльях.
Усики самца сильно гребенчатые, самки гребенчатые.

## Ареал
Восточный Китай, Тайвань, Корейский полуостров, Япония. В России — юг Приморского края, хотя более 50 лет отсюда никаких находок не было. Современное нахождение на территории заповедников Кедровая Падь, Уссурийский, Лазовский и Сихотэ-Алинский взято под аргументированное сомнение. Единственная достоверная популяция на территории России в настоящее время существует на острове Кунашир, а вид охраняется на территории Курильского заповедника.

## Местообитания
Встречается исключительно в местах произрастания кустарниковой формы шелковицы (Morus alba) — кормовое растение гусениц шелкопряда.

## Лёт бабочек

Самец, о-в Кунашир, 23 сентября 2022 года

Лёт бабочек в июне-сентябре. Развиваются 2 поколения. Бабочки не питаются; отсутствие склонности к миграциям сомнительно. На острове Кунашир бабочки летают в сентябре и первой половине октября. Самцы хорошо летают и могут встречаться за несколько километров от мест произрастания кормового растения - шелковицы.

## Размножение

### Гусеница
Гусеницы первого поколения выводятся в апреле-мае. Гусеницы второго поколения встречаются в июле-сентябре, причем у этого поколения, помимо эмбриональной диапаузы, имеется ещё и куколочная, продолжающаяся 2-3 месяца. Сроки вылупления гусениц очень растянуты, в результате чего в популяции одновременно присутствуют гусеницы разных возрастов. По окраске гусеницы сильно отличаются от светлых гусениц домашнего тутового шелкопряда. Они тёмные, с пёстрым жёлто-коричневым рисунком тела и широким "горбом" на спинной стороне грудных сегментов. Коконы завиваются.

### Куколка
Окукливание в листьях шелковицы. Стадия куколки продолжается 2-3 недели.

## Численность
Численность в Приморском крае уменьшилась до критического уровня в связи с резким сокращением числа мест произрастания кормового растения гусениц — кустарниковой формы шелковицы. На острове Кунашир численность вида невысокая (от нескольких до полутора десятков встреч за период лёта), но стабильная.

## Замечания по охране
Занесен в Красную книгу России (I категория - вид, находящийся под угрозой исчезновения; БУ - находящийся в состоянии, близком к угрожаемому (в России по шкале МСОП - NT B1a); III приоритет природоохранных мер). Специальные меры охраны не разработаны.